# Rahul Dev Burman
Rahul Dev Burman (27 de junio de 1939 † 4 de enero de 1994), también conocido como Pancham o Pancham da. Fue un cantante y compositor de bandas sonoras de cine de Bollywood indio. Era hijo de Sachin Dev Burman, un cantante y compositor, además segundo esposo de la cantante de playback o reproducción Asha Bhosle.
Se dice Rahul Dev Burman fue apodado como Pancham porque un niño, cada vez que lloraba, le hacía murmuros de gritos hasta la quinta nota (Pa) una escala musical india. Pancham, cuya palabra significa cinco (o quinto) en sánscrito. Otra versión relata que [¿quién?]. Cuando el viejo actor indio Ashok Kumar, escuchó la repetición de Rahul el recién nacido Pa sílaba, lo apodaron de Pancham.

## Biografía
Pancham nació en Calcuta. Después de viajar a Bombay, se enteró de la sarod de Ustad Akbar Ali Khan. Cojn nueve años de edad, compuso su primera canción titulada, Ay Meri topi Palat ke aa, que su padre lo interpretó en la película "Funtoosh" (1956). También compuso una canción titulada "Sar jo tera chakraaye". Su padre le gustaba componer ya que compuso parea una banda sonora de la película "Guru Dutt, Pyaasa". Pancham también tocaba el órgano con la boca en Hai Dil, interpretando un tema musical titulado "Apna", que era canción famosa de aawara, la banda sonora original de "Dev Anand, Solva Saal", en 1958. Pancham comenzó su carrera musical como ayudante de su padre. Chhote Nawaa, fue su primera película como director musical.

## Carrera
Compuso 331 bandas sonoras de películas y cuatro discos de música. Antes de mudarse, él ha trabajó durante mucho tiempo junto a su padre SD Burman. Entre las 292 películas, fueron en Hindi, de 31 años en Bangladés, tres en télugu, en tamil y dos en Oriya y en marathi. RD también compuso un tema musical para la serie de televisión de cinco años en hindi y marathi, ha escrito muchas canciones en bengalí fuera de las películas (conocido como Pooja, canciones modernas), fueron disponibles en diferentes álbumes. En 1975 también escribió otra canción para un cortometraje o documental, "Pukaar Maa Ki".
Una buena cantidad de su trabajo que queda por descubrir: como las bandas sonoras y composiciones inacabadas o relegados. Incluso durante los últimos años de su vida donde ya no tenía el control, el maestro continuó componiendo y grabando canciones.

## Discografía
- 1942: A Love Story (1994)[1]
- Ijaazat (1987)
- Masoom (1983)
- Saagar (1985)
- Sitamgar (1985)
- Satte Pe Satta ( 1984)
- Betaab (1983)
- Sanam Teri kasam (1982)
- Agar tum Na hote (1983)
- Rocky (1981)
- Love Story (1981)
- Golmaal (1979)
- Manzil (1979)
- Hum Kisi Se Kum Nahin (1977)
- Khushboo (1975)
- Aandhi (1975)
- Sholay (1975)
- Aap Ki Kasam (1974)
- Yaadon Ki Baaraat (1973)
- Mere Jeevan Saathi (1972)
- Jawani Diwani (1972)
- Parichay (1972)
- Apna Desh (1972)
- Hare Rama Hare Krishna (1972)
- Raampur Ka Lakshman (1972)
- Seeta Aur Geeta (1972)
- Amar Prem (1972)
- Mela (1971)
- Caravan (1971)
- Buddha Mil Gaya (1971)
- Kati Patang (1971)
- Pyaar Ka Mausam (1969)
- Padosan (1968)
- Teesri Manzil (1966)